# Mark Aldanov
Mark Aldánov nombre de nacimiento Mordjai-Markus Israelevich Landau, Mark Aleksándrovich Landáu, (en ruso: Мордхай-Маркус Израилевич Ландау, Марк Александрович Ландау) (26 de octubrejul./ 7 de noviembre de 1886greg.-25 de febrero de 1957) fue un escritor y crítico ruso, conocido por sus novelas históricas.

## Biografía
Mordjai-Markus (Mark) Landáu nació en Kiev 26 de octubrejul./ 7 de noviembre de 1886greg. en la familia de un rico judío dedicado al sector industrial. Se graduó en física, matemáticas y derecho en la Universidad de Kiev. Ha publicado investigaciones importantes en química.
En 1919 emigró a Francia. Entre 1922-1924 vivió a Berlín y entre 1941-1946, a los Estados Unidos.
El primer libro de Aldánov sobre Vladímir Lenin, fue traducido en varios idiomas,  haciéndolo famoso de inmediato. Luego continuó con una trilogía de novelas que trataron de rastrear los orígenes de la Revolución Rusa. También escribió una tetralogía de novelas sobre las guerras napoleónicas. En total, publicó 16 obras literarias más extensos y un gran número de artículos y ensayos.
Mark Aldánov murió en Niza, Francia./ Su extensa correspondencia con Vladímir Nabókov, Iván Bunin, Aleksandr Kérenski y otras celebridades inmigrantes se publicaron luego de su muerte.

### El Pensador, una tetralogía[3]
- The Ninth Thermidor
- The Devil's Bridge
- The Conspiracy
- St. Helena: Little Island

### Novelas[3]
- Punch Vodka
- The Ninth Thermidor
- The Devil's Bridge
- Conspiracy
- The Tenth Symphony
- Saint Helena, Little Island
- For Thee the Best
- A Story About Death
- Before the Deluge
- Suicide
- The Key
- Escape
- The Cave
- The Fifth Seal
- Live As You Please
- Nightmare and Dawn